# Municipio de Badoura
El municipio de Badoura (en inglés: Badoura Township) es un municipio ubicado en el condado de Hubbard en el estado estadounidense de Minnesota. En el año 2010 tenía una población de 128 habitantes y una densidad poblacional de 1,35 personas por km².

## Geografía
El municipio de Badoura se encuentra ubicado en las coordenadas 46°50′13″N 94°44′19″O / 46.83694, -94.73861. Según la Oficina del Censo de los Estados Unidos, el municipio tiene una superficie total de 94.49 km², de la cual 91,84 km² corresponden a tierra firme y (2,8 %) 2,64 km² es agua.

## Demografía
Según el censo de 2010, había 128 personas residiendo en el municipio de Badoura. La densidad de población era de 1,35 hab./km². De los 128 habitantes, el municipio de Badoura estaba compuesto por el 95,31 % blancos, el 0,78 % eran afroamericanos, el 3,13 % eran asiáticos y el 0,78 % eran de una mezcla de razas. Del total de la población el 0,78 % eran hispanos o latinos de cualquier raza.